# Трећа срећа (филм)
Трећа срећа је српски филм снимљен 1995. године који је режирао Драгослав Лазић, а сценарио је написао Радош Бајић.

## Радња
Филм у којем разведени рођак покушава богатом ујаку преотети пуно млађу будућу супругу.
Секула је остао сам са децом, зато мења име и одлази код богатог ујака. Настаје проблем јер се ујак жени са млађом женом од њега, која се свиђа и Секули. Затим долази до вишеструког венчања: ујак се жени локалном врачаром, рођак играчицом, а његов најстарији син својом девојком.

## Улоге
| Глумац                     | Улога                   |
| -------------------------- | ----------------------- |
| Радош Бајић                | Секула/Драгољуб         |
| Ања Поповић                | Галина Фјодоровна       |
| Велимир Бата Живојиновић   | ујка Живота             |
| Милена Дравић              | Антилопа пророчица      |
| Никола Симић               | пијани поштар           |
| Душан Јанићијевић          | железничар              |
| Александра Анђелковић      | стриптизета             |
| Мирко Бабић                | војно лице              |
| Недељко Бајић              | Стевица, Драгољубов син |
| Жељко Божић                | телохранитељ            |
| Љубомир Ћипранић           | сељак                   |
| Радоје Јелић               | асистент Радисав        |
| Небојша Кундачина          |                         |
| Анита Лазић                | Радмила                 |
| Мирољуб Лешо               | свештеник               |
| Милка Лукић                | сељанка                 |
| Драгољуб Гула Милосављевић | хомосексуалац           |
| Божидар Павићевић          | иследник                |
| Јелена Перкунић            |                         |
| Аленка Ранчић              | Миличина мајка          |
| Анђелка Ристић             |                         |
| Драгомир Станојевић        |                         |
| Селимир Тошић              | берберин                |
| Драгана Туркаљ             | жена на станици         |
| Оливера Викторовић         | проститутка             |
| Душан Војновић             | Ник                     |
| Владан Живковић            | полицајац               |
| Момир Брадић               | свештеник 2             |

Михаило Милићевић  спикер